# Marcus Falk-Olander
Marcus Falk-Olander (ur. 21 maja 1987) – szwedzki piłkarz grający na pozycji pomocnika. Obecnie zawodnik IFK Norrköping.